# Египатски мост
Египатски мост (рус. Египетский мост) јесте мост у Санкт Петербургу преко реке Фотанке.
Мост премошћује Фонтанку дуж осе Лермонтовског проспекта. Узводно уз реку од Египатског моста је Красноармејски мост а низводно Енглески мост. Најближа метро станица (1,1 км) је Балтијскаја.

## Назив
Египатски мост је добио име због необичног дизајна: архитектура ланчаног моста одражавала је повећано интересовање за уметност старог Египта, карактеристично за почетак 19. века.
У периоду пројектовања и изградње, у званичним документима мост је назван Велики ланчани мост или Путујући ланчани мост између Измаиловског и Калинкинског моста.
Од 1828. до 1836. - Нови ланчани мост, од 1836. до 1867. - Египатски ланчани мост, од 1867. као Египатски мост.

## Галерија
- Мост 1905.
- Мост 1905.
- Рушење
- Гравура моста, тридесете године 19. столећа
- Фотографија моста Франтишека Кратког, 1896.
- Скулптура сфинге